# Pedro e Os Lobos
 (avril 2023).
Pedro e Os Lobos est un projet solo du musicien portugais Pedro Galhoz, originaire d'Almada.
Marqué par un style rock indépendant, avec les guitares comme figure centrale des compositions, Pedro e Os Lobos a la particularité de faire tourner les musiciens en permanence. D'une part, la composante live est soutenue par un quartet de musiciens et d'autre part, le travail en studio repose sur un large éventail d'invités.

## Biographie
Formé à la fin 2010, Pedro e Os Lobos est un projet solo qui traverse plusieurs styles musicaux au sein de l'univers du rock, avec une plus grande attention sur le rock indépendant. Idéalisées par Pedro Galhoz - guitariste, compositeur et mentor du groupe - les compositions reflètent l'agitation, les sentiments et les observations sur la vie. Fort de l'expérience acquise au sein des groupes LovedStone, et plus tard Plastica, avec plusieurs œuvres à succès éditées dans les années 1990, Pedro décide, en 2010, de former un backing band et d'inviter d'autres musiciens pour assurer le chant en studio. Comme ces musiciens ne sont que des collaborateurs, qui vont et viennent sans avoir de structure fixe, Pedro décide de les appeler les Lobos (« loups »),.
Ils présentent, le 18 mars 2011, au Centro Cultural Olga Cadaval, à Sintra, l'album homonyme qui est bien accepté par la critique, mais laisse une grande attente quant à la qualité des éditions futures. Ce concert sert de point de départ à une tournée nationale. Sur leur premier album, édité et distribué par Ranging Planet, le croisement de plusieurs cultures et styles musicaux, les environnements cinématographiques et la passion pour les anciens maîtres du blues sont évidents. Comme premier single, ils choisissent la chanson Foi Por Amor Que Me Entreguei, une chanson sur l'amour universel et l'abandon inconditionnel sans créer aucune attente de retour. Le 1er mai 2013, le single Há Lá Coisa Mais Bela sort avec la participation vocale d'Ana Figueiras, mais la solidité du projet viendra l'année suivante avec la sortie, le 6 octobre, de l'album Um Mundo Quase Perfeito (2014), qui catalysera Galhoz à la reconnaissance au niveau national. Le premier single est Alma e Sangue interprétée par la chanteuse Aldina Duarte. Peu de temps après, le deuxième single Volta à Morte, qui fait participer João Rui de A Jigsaw au chant, sort. L'album comporte sept morceaux et fait aussi participer le chanteur António Manuel Ribeiro de UHF et de Carlos Nobre (ex-Da Weasel), respectivement sur les morceaux O Diabo Sabe o Meu Nome et Num Mundo Quase Perfeito. Tó Trips, de Dead Combo, participe à la guitare acoustique au morceau Os braços do Sol. Le titre de l'album est empreint d'ironie, car il repose sur un parallélisme comparant le monde contemporain à un monde idéal que l'humanité aurait pu atteindre,

« C'est ma façon de voir le monde ou du moins une partie du monde. Nous passons notre vie à juger et à être jugés, à mener des combats mesquins, à applaudir de grandes (insignifiantes) réalisations, à souffrir des douleurs des peuples opprimés, mais de loin. Cependant, nous ne sommes pas capables de résoudre les problèmes fondamentaux de l'humanité, comme la faim. Nous continuons à montrer la guerre et à cacher l'amour ! Il s'agit donc d'un monde presque parfait. »

— Pedro Galhoz parle du message de l'album Um Mundo Quase Perfeito.
Um Mundo Quase Perfeito est idéalisé par Pedro Galhoz comme la « face A » d'une œuvre à compléter par la sortie d'un album appelé « face B ». Le nouvel album, publié par Altafonte, sort deux ans plus tard, le 4 novembre 2016, sous le titre Este Chão Que Pisamos. La première percée se fait avec le single Um Dia Assim avec Jorge Benvinda de Virgem Suta au chant,. D'autres invités prêtent leur voix aux paroles de Pedro Galhoz, comme Adolfo Luxúria Canibal sur Somos Pró Que Somos et Viviane sur O Tempo é Ferro. À noter la version instrumentale du morceau Andaluzia, édité à l'origine sur le premier album, en 2011, et qui appartient à la bande originale du court-métrage Luto Branco (2015). Dans la troisième œuvre, l'auteur continue à montrer sa passion pour le mélange de différentes cultures, le désert, les bandes sons et les classiques du folk rock américain. Le 12 janvier 2018 sort le single Espera Por Mim, une chanson simple qui prône le rassemblement et la solidarité. Pour l'auteur, « dans la solitude il n'y a pas de richesse ».
Le 7 février 2020 sort le quatrième album studio Depois da Tempestade, un disque qui aborde des morceaux plus universels. Le travail du groupe est porteur d'un message fort d'unité, de solidarité et d'humanisation. Le premier single est Corro Com o Vento, une chanson qui encourage à surmonter les obstacles et fait croire que les rêves valent toujours la peine d'être rêvés et combattus,.

## Membres

### Membre actuel
- Pedro Galhoz — guitare, claviers (depuis 2010)

### Musiciens live
- Nelson Correia — chant, guitare[12]
- João Monteiro — basse[12]
- Rui Freire — batterie[12]

### Musiciens invités (Os Lobos)
- Nadia Sousa — chant (album de 2011)
- João Beato — chant (album de 2011)
- Carlos Menezes — cbasse (album de 2011)
- Bruno Andrade — batterie (album de 2011)
- Patrícia Andrade — chant (album de 2014)
- Rui Freire — batterie (album de 2014)
- Bruno Camilo — piano (album de 2014)
- Roger Jordão — batterie (album de 2014)
- Aldina Duarte — chant (album de 2014)
- João Rui — chant (album de 2014)
- António Manuel Ribeiro — chant (album de 2014)
- Carlos Nobre — chant (album de 2014)
- Tó Trips — guitare (album de 2014)
- Rui Berton — batterie (album de 2014)
- Ivan Cristiano — batterie (albums de 2014 et 2016)
- João Novais — contrebasse (album de 2014 et 2016)
- Marisa Anunciação — chant (album de 2014 et 2016)
- Guilherme Pimenta — batterie (album de 2016)
- Viviane — chant (album de 2016)
- Jorge Benvinda — chant (album de 2016)
- Sónia Oliveira — chant (album de 2016)
- Adolfo Luxúria Canibal — chant (album de 2016)
- Joana Machado — chant (album de 2016)

## Discographie

### Albums studio
- 2011 : Pedro e os Lobos
- 2014 : Um Mundo Quase Perfeito
- 2016 : Este Chão Que Pisamos
- 2020 : Depois da Tempestade

### Singles
- 2011 : Foi Por Amor Que Me Entreguei
- 2011 : Andaluzia
- 2013 : Há Lá Coisa Mais Bela
- 2014 : Alma e Sangue
- 2014 : Volta à Morte
- 2016 : Um Dia Assim
- 2018 : Espera Por Mim
- 2020 : Corro Com o vento